# Tortilla Flat (película)
Tortilla Flat (titulada La vida es así en español) es una película de 1942 dirigida por Victor Fleming y protagonizada por Spencer Tracy, Hedy Lamarr, John Garfield, Frank Morgan, Akim Tamiroff y Sheldon Leonard. Está basada en la novela homónima de John Steinbeck. 
Fue la tercera novela de Steinbeck llevada al cine, tras La fuerza bruta (Lewis Milestone, 1939) y Las uvas de la ira (John Ford, 1940).